# Aile (aéronautique)
 (décembre 2017).
Si vous disposez d'ouvrages ou d'articles de référence ou si vous connaissez des sites web de qualité traitant du thème abordé ici, merci de compléter l'article en donnant les références utiles à sa vérifiabilité et en les liant à la section « Notes et références ».
Pour les articles homonymes, voir Aile et Voilure.
Pour un article plus général, voir Configuration générale d'un avion.

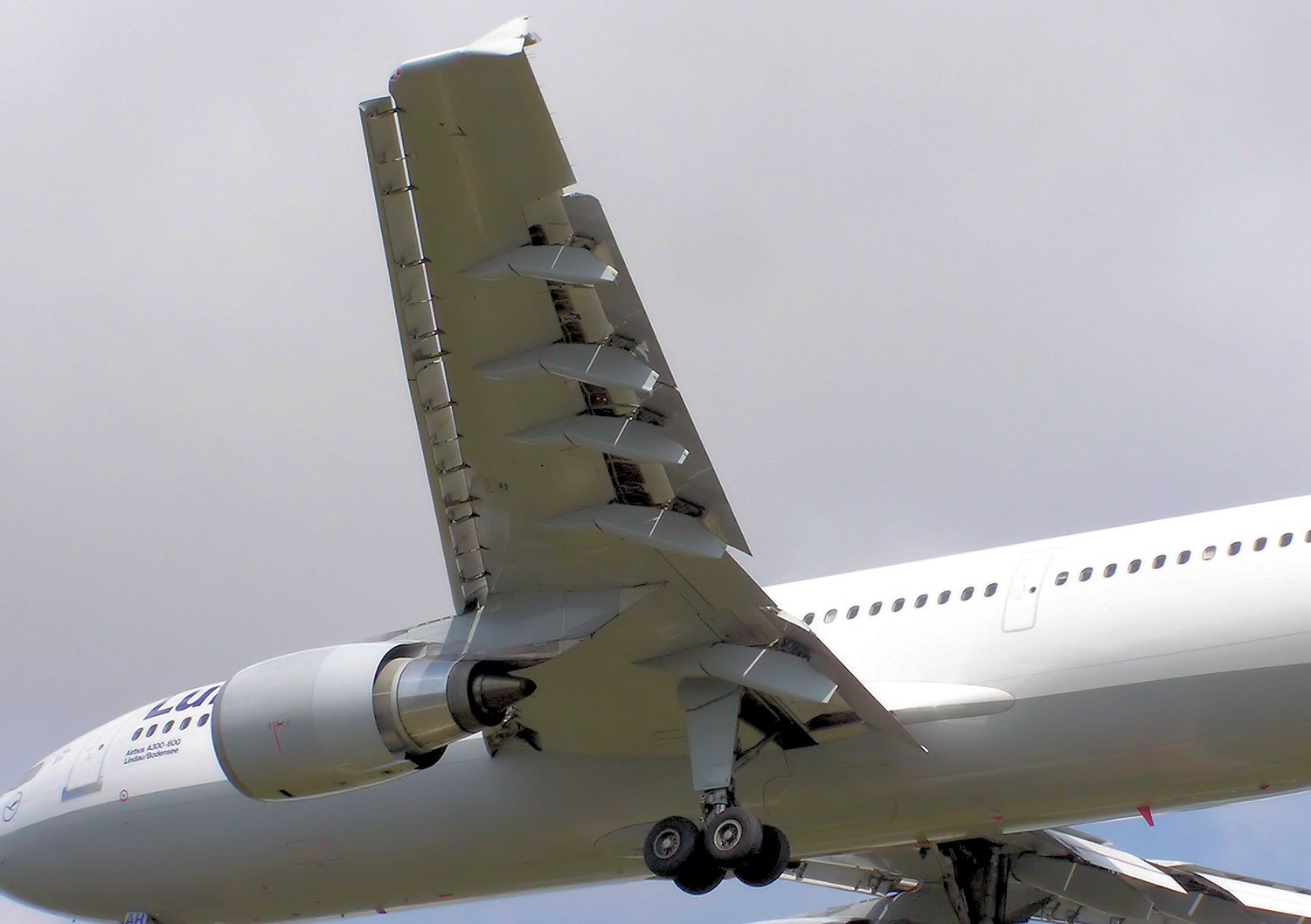
La voilure d'un Airbus A300.

La voilure est la surface assurant la portance d'un aérodyne par déflexion d'une masse d'air, due à son mouvement. Dans le cas d'un appareil « à voilure fixe » (avion ou planeur) il s'agit de l'aile, par opposition à un appareil à « voilure tournante » (hélicoptère, autogire), où il s'agit d'un rotor.

## Description

### Historique

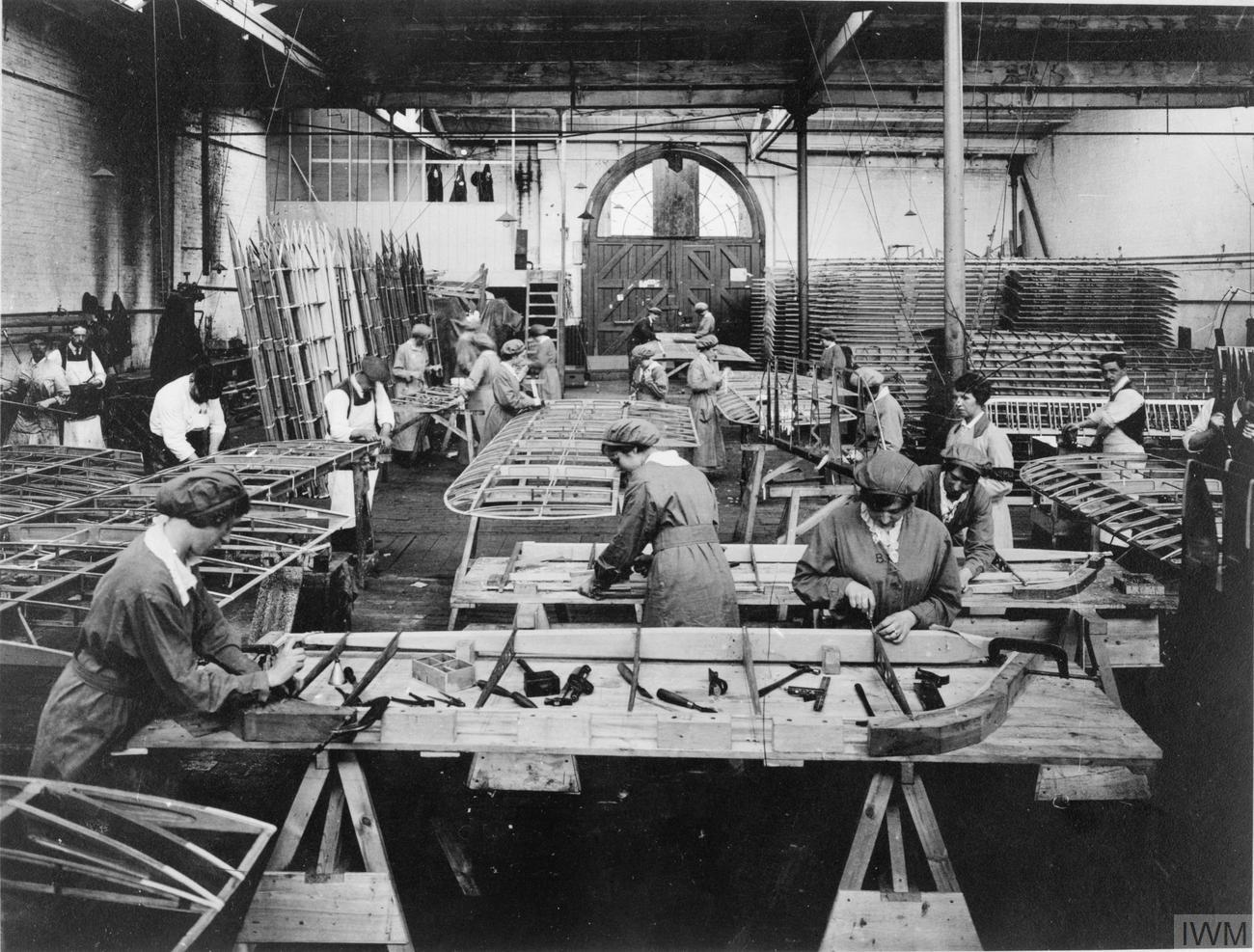
Fabrique d'avions. Angleterre. Première Guerre mondiale.

La surface de voilure nécessaire au vol dépend de la masse et de la vitesse et donc de la puissance des moteurs disponibles. C'est du moins le crédo de l'aviation motorisée avant les progrès pratiques réalisés par le vol sans moteur. Au début de l'aviation les moteurs disponibles étaient lourds et peu puissants, la vitesse faible ; il fallait donc une grande surface portante, ce qui a conduit à réaliser des aérodynes à plusieurs voilures superposées reliées entre elles par des mâts et des haubans, car la technique de l'époque ne permettait pas de construire des ailes à grand allongement. Les appareils multiplans étaient donc une configuration fréquente aux débuts de l'aviation. Dans la première moitié du XXe siècle, on a donc construit des avions biplans (à deux voilures superposées) voire triplans (à trois voilures superposées). Ceci permettait d'obtenir une portance supplémentaire sans trop augmenter l'envergure et la masse de l'aile. 

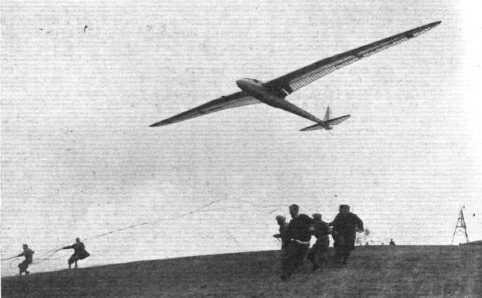
, planeur de haute performance développé par l'Institut allemand de recherche pour le vol à voile (DFS). Ici sur la Wasserkuppe, Compétition de vol à voile de la Rhön. 1930

Pendant la Première Guerre mondiale, l'avion a été perfectionné comme arme, mais l'adaptation aux besoins militaires l'a rendu inadapté aux fins de la paix : il était dangereux pour le sport et peu économique pour le commerce. Le traité de Versailles interdisant toute forme de vol motorisé en Allemagne, de nombreux jeunes pilotes et concepteurs d'avions se sont tournés vers le vol à voile en tant que sport. Avant la guerre, le vol sans moteur en Allemagne, comme en Amérique, était pratiquement à l'arrêt, relégué dans les musées. Sous Oskar Ursinus (en) et Theodore von Kármán, des amateurs et des groupes d'études universitaires sérieux ont commencé à construire des planeurs, et mené différentes campagnes pour le développement d'avions civils basés sur une conception aérodynamique saine plutôt que sur la force brute d'une puissance moteur excessive. Les Allemands apprennent du vol à voile sur l'aérodynamique, le design structurel et la météorologie ; rompant avec la configuration d'aile bi- ou triplan de la Première Guerre mondiale, ils ont été les premiers à comprendre que seule une longue portée d'aile améliore l'efficacité des planeurs. En 1928, avec des machines sûres, l'Allemagne avait modernisé le vol à voile. Le D-17 Darmstadt (en) est le premier planeur à véritablement ressembler à un planeur moderne.
Avec l'augmentation de la puissance des moteurs, l'apparition de nouvelles méthodes constructives et de nouveaux matériaux, l'amélioration des moyens de calcul et de dimensionnement et le développement de la science de la résistance des matériaux, la construction d'avions à ailes métalliques plus épaisses mais sans haubans a permis de réduire la traînée et de gagner en vitesse. Depuis la Seconde Guerre mondiale, la quasi-totalité des avions sont monoplans : leur voilure est constituée de deux ailes en porte à faux ou cantilever placées de chaque côté du fuselage.

### Position sur le fuselage

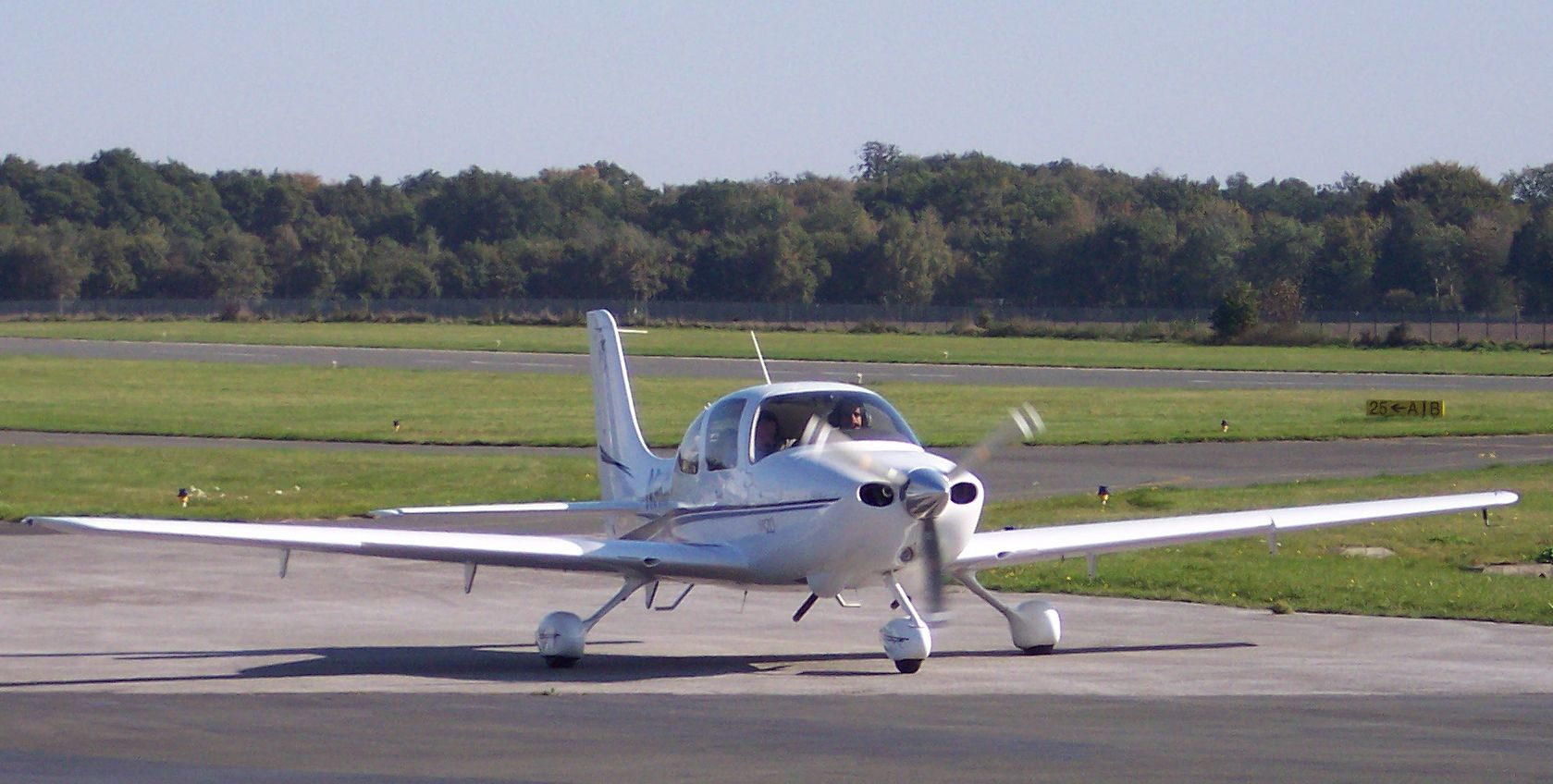
Avion à ailes basses

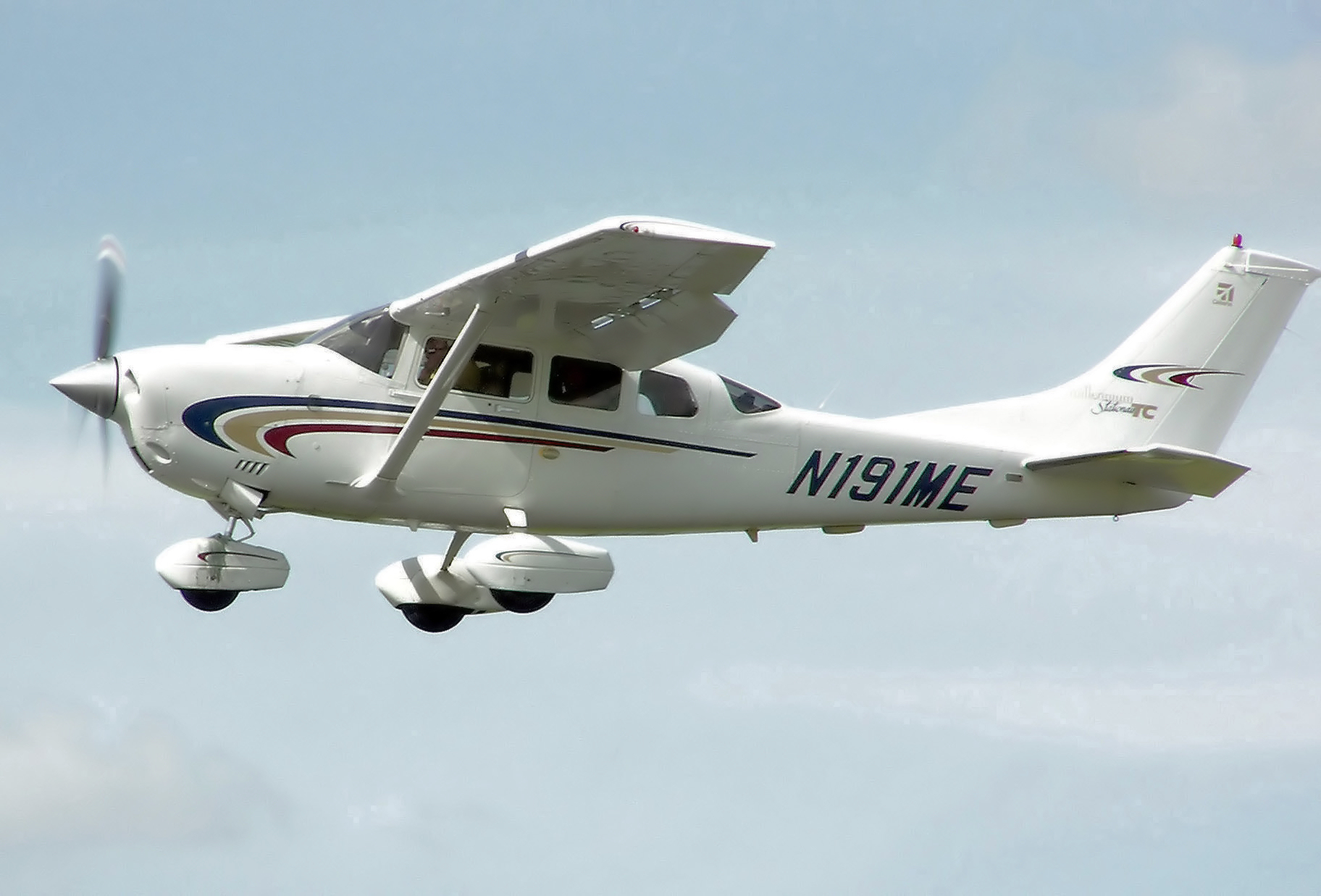
Avion à ailes hautes

On distingue les ailes en fonction de leur implantation sur le fuselage : 
- ailes basses ;
- médianes ;
- hautes ;
- parasol, surélevées au-dessus du fuselage.

Les ailes hautes permettent de surélever les moteurs et les hélices pour pallier l'ingestion de corps étrangers (ou d'eau dans le cas des hydravions, comme sur le Beriev Be-200) ou faciliter l'emport de charges volumineuses en soute (ex. : C-160 Transall). Sur les avions de tourisme légers, elles assurent une meilleure visibilité vers le bas, sauf en virage (exemple : Cessna 152).

#### Terminologie
En longitudinal : le bord avant est appelé bord d'attaque et le bord arrière bord de fuite.
En transversal : la jonction de l'aile au fuselage s'appelle l'emplanture. La jonction du bord d'attaque au fuselage peut être prolongée vers l'avant par un apex (LERX en anglais).
L'extrémité de l'aile (ou saumon) peut être simplement coupée net, ou bien se terminer par une forme spéciale courbée vers le haut ou vers le bas. Il existe aussi des ailettes marginales ou ailettes de bout d'aile, simples (vers le haut) ou doubles (vers le haut et vers le bas). C'est sur l'extrémité de l'aile que sont placés les feux de navigation : rouge à gauche et vert à droite.

#### Structure

Conception d'aile à longeron de voilure unique. Bien que l'aile mono-spar stricte ne soit pas courante, ce type de conception modifié par l'ajout de faux longerons ou de légères âmes de cisaillement le long du bord de fuite pour le support des gouvernes est parfois utilisé.

Chaque demi-voilure est constituée d'un (ou de plusieurs) longerons attachés au fuselage au niveau de l'emplanture. Les nervures supportent les revêtements supérieur (extrados) et inférieur (intrados) et transmettent les charges aérodynamiques aux longerons. En général, la construction des ailes est basée sur l'une des trois conceptions fondamentales: longeron unique, multi longeron et caisson: la combinaison des longerons d'aile avant et arrière et les revêtements d'aile supérieur et inférieur forment ce qu'on appelle le caisson de voilure. Les longerons peuvent être constitués de métal, de bois ou en matériaux composites selon les critères de conception d'un avion spécifique.
La voilure peut également être le support de différents systèmes de navigation comme les feux de position (aux extrémités), les phares d'atterrissage, ou de pilotage (détecteur de décrochage). Y sont également fixés d'autres dispositifs, par exemple de fines tiges parfois terminées par des brosses en fibres de carbone (déperditeur de potentiel) permettant d'éliminer la charge électrostatique formée par la friction de l'air.
|  | 1. Emplanture 2. Longerons 3. Nervures 4. Bord d'attaque 5. Bord de fuite 6. Saumon |

#### Surfaces mobiles

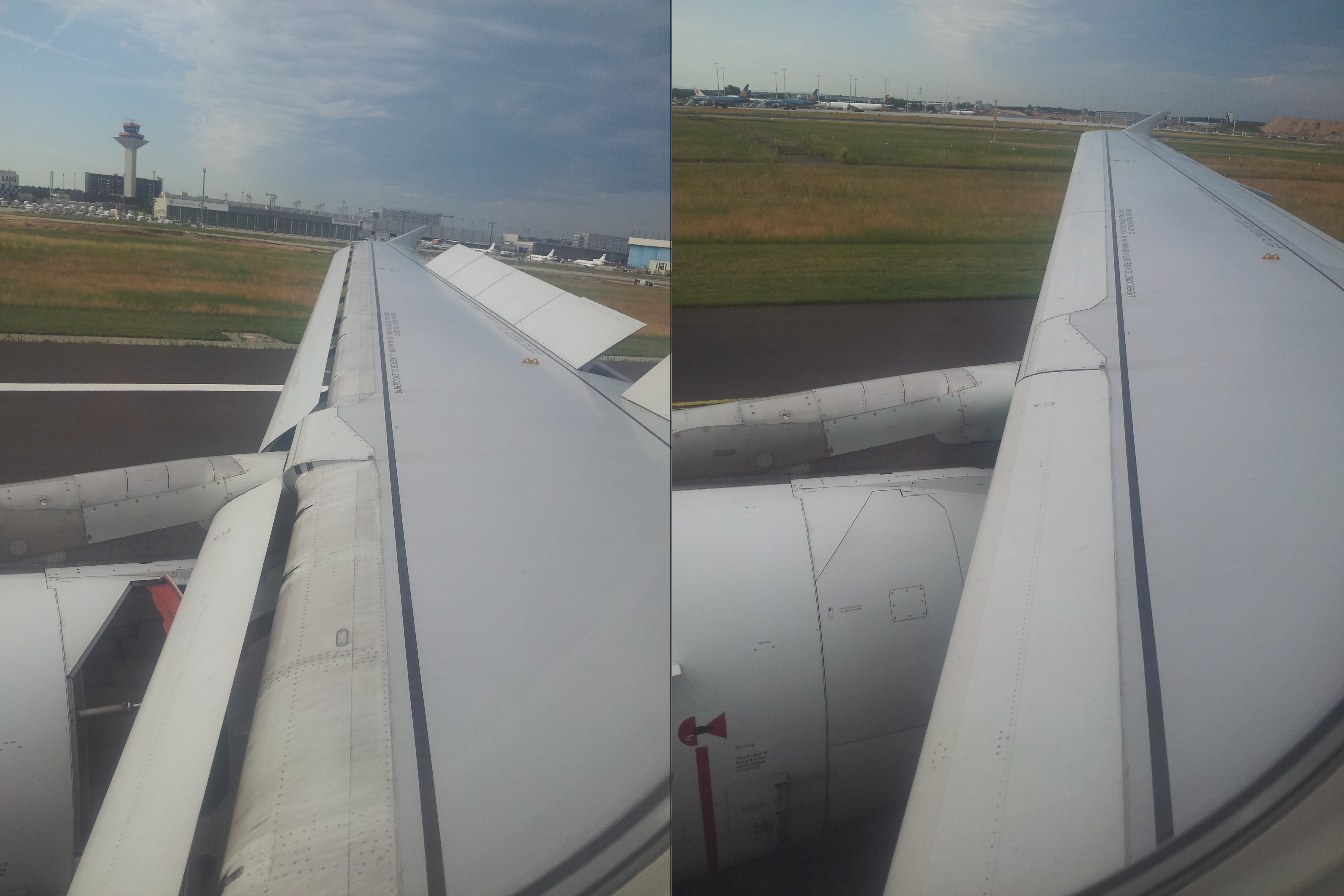
Voilure d'un A319 à l'atterrissage

L'aile présente des surfaces mobiles permettant de faire varier la portance et la traînée : 
- becs et volets hypersustentateurs ;
- aérofreins (AF) ou spoilers. Les spoilers peuvent être utilisés asymétriquement (d'un seul côté) pour contrôler le roulis.

et des gouvernes permettant le contrôle de l'avion :
- gouvernes en roulis : ailerons ;
- gouvernes en tangage et en roulis sur les ailes delta : gouvernes de profondeur plus ailerons, séparées ou bien regroupées (élevons).

|  | 1. Winglet 2. Aileron basse vitesse 3. Aileron haute vitesse 4. Rail de glissement des volets 5. Bec de bord d'attaque de type Krüger 6. Bec de bord d'attaque de type slats 7. Volet intérieurs de type Fowler 8. Volet extérieurs de type Fowler 9. Spoiler (destructeur de portance et aérofrein) 10. Spoiler (destructeur de portance et aérofrein) |

#### Chargement
L'aile peut aussi servir de point d'attache pour les moteurs, pour le train d'atterrissage et pour l'emport de charges sur les avions militaires. Elle contient généralement des caissons servant de réservoirs de carburant.

## Géométrie et aérodynamique de l'aile

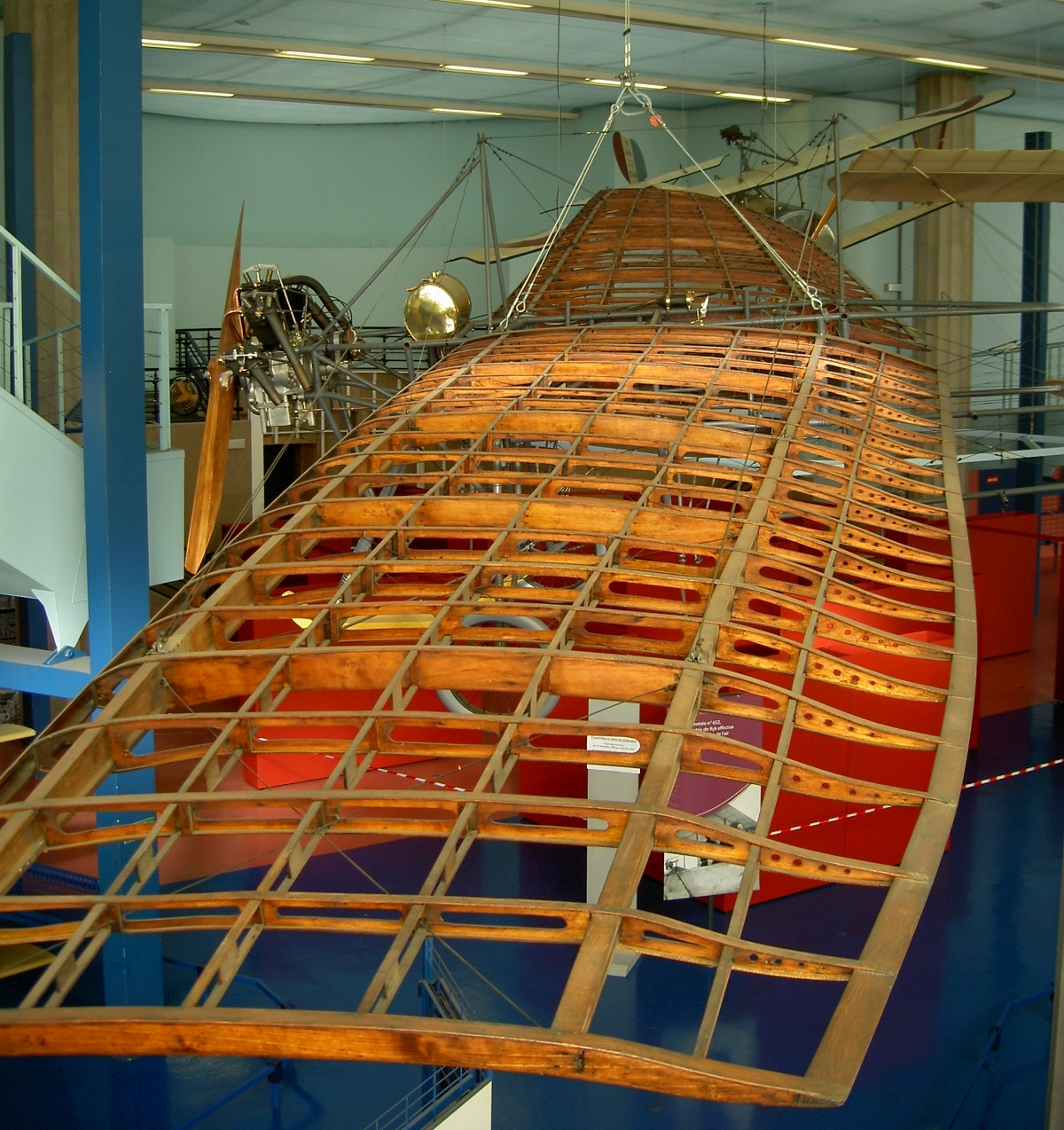
Structure en bois d'une aile d'avion du début du e siècle

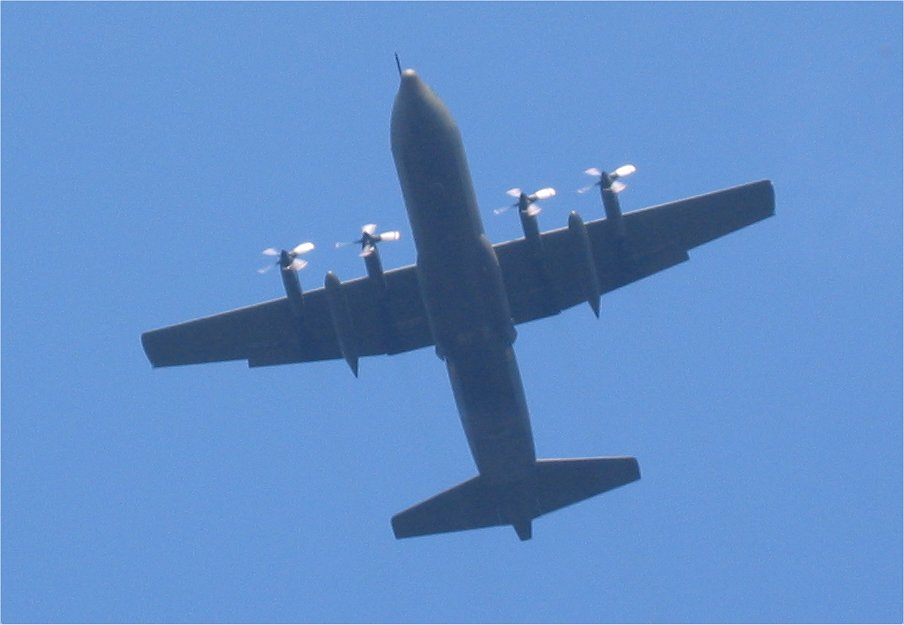
Aile droite d'un C-130 Hercules

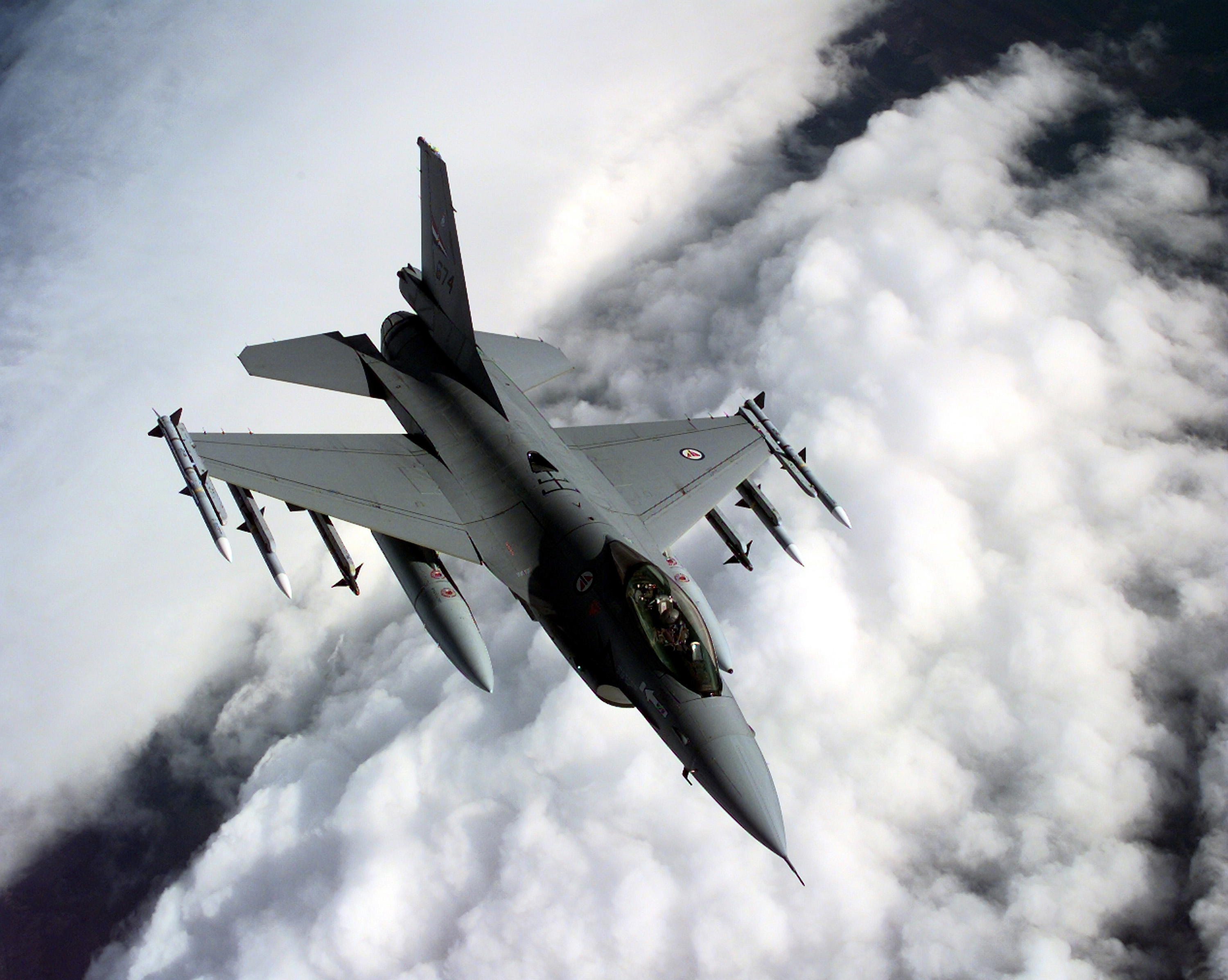
Aile en flèche d'un F-16

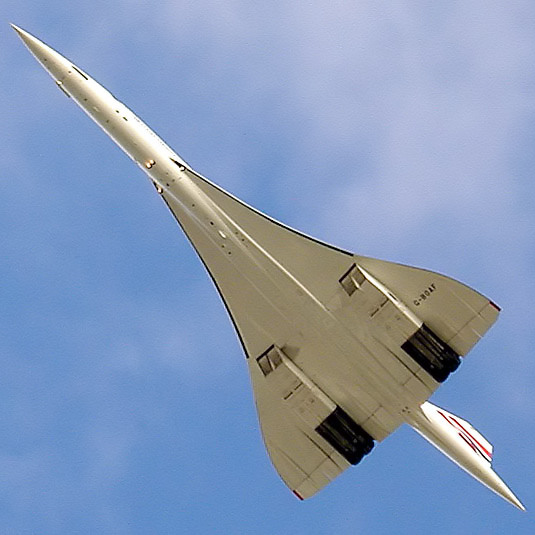
Aile delta « gothique » du Concorde

La géométrie d'une aile se définit en fonction de plusieurs éléments (voir sous aérodynamique les définitions des termes se rapportant à une aile d'avion) : 
- envergure, surface alaire, allongement. La surface alaire (portante) comprend non seulement les ailes (extérieures au fuselage), mais aussi la partie du fuselage située entre les ailes, dans le prolongement du bord d'attaque et du bord de fuite des ailes ;
- flèche : c'est l'angle horizontal formé entre le lieu du quart avant des cordes et l'axe transversal de l'avion ;
- dièdre : c'est l'angle vertical formé entre le lieu du quart avant des cordes et l'axe transversal de l'avion ;
- profil, corde, épaisseur ;
- angle de calage : c'est l'angle entre la corde du profil d'emplanture et l'axe longitudinal de référence du fuselage, généralement horizontal à la vitesse de croisière. En vol de croisière stabilisé, l'angle de calage est égal à l'angle d'incidence[5].

### Portance et stabilisation classique (passive)

#### Cas de deux surfaces
La stabilité en tangage est obtenue généralement par un positionnement spécifique du centre de gravité et par le différentiel de portance de deux surfaces portantes éloignées l'une de l'autre.
Ces deux surfaces présentent des calages différents : c'est le V longitudinal. Les surfaces peuvent être disposées de plusieurs façons :
- disposition classique : aile à l'avant, stabilisateur non porteur à l'arrière (20 à 25 % de la surface de l'aile). Le stabilisateur présente un calage inférieur à celui de la voilure principale, il est légèrement déporteur en croisière. Son potentiel de moment à cabrer permet d'équilibrer le moment à piquer élevé des volets hypersustentateurs qui augmentent fortement la portance de l'aile.

- disposition canard : petite surface à l'avant, aile à l'arrière. Les deux portent, l'aile avant ayant un coefficient de portance plus élevé que celle de l'arrière. La portance ne varie pas de la même manière avec l'angle d'attaque (pente de portance) ;
- disposition en tandem, surfaces voisines (Pou du ciel, Quickie, Dragonfly). Les deux portent, idem canard ;
- aile en mouette, en forme de « M » ;
- aile en mouette inversée, en forme de « W ».

#### Cas d'une seule surface
Les solutions (aile volante avec ou sans flèche, aile delta) sont diverses : 
- aile sans flèche, usage d'un profil à double courbure (positive dans la partie avant du profil et négative dans la partie arrière) ;
- aile en flèche et vrillage négatif. Le bout d'aile (plus reculé et à calage plus faible) agit comme empennage stabilisateur ;
- aile delta, profil symétrique ou à faible courbure, élevons légèrement relevés (donnant un profil à double courbure).

Faute d'empennage reculé, la stabilité longitudinale, obtenue par des artifices diminuant la portance, est faible et ne permet pas le montage de volets qui amèneraient des moments piqueurs trop élevés. Le coefficient de portance maximale reste limité, ce qui oblige à augmenter la surface de l'aile.

### Stabilisation assistée (active)
Dans ce cas l'avion peut être centré plus arrière et instable aérodynamiquement. La stabilisation en tangage est assurée par un calculateur et des actionneurs qui contrôlent les gouvernes en permanence (fly by wire). L'empennage étant moins déporteur, la traînée due à la stabilisation est plus faible.

### Angle de flèche

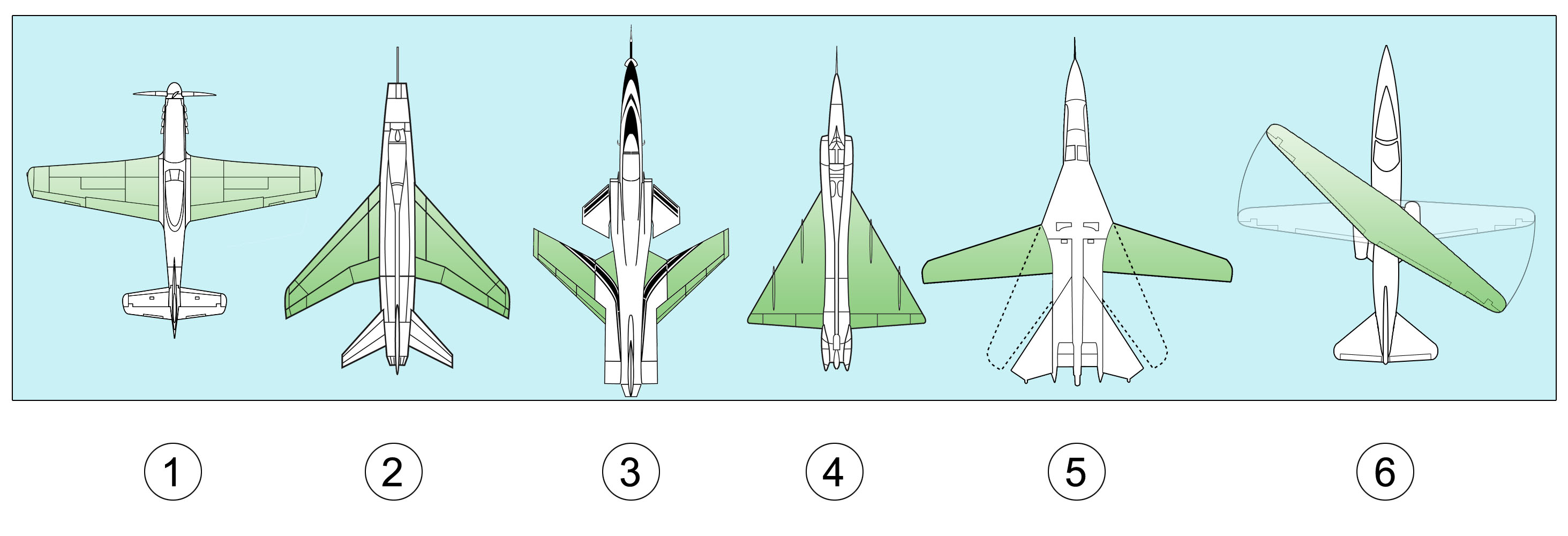
Divers angles de flèche.

- Les ailes droites (perpendiculaires au fuselage), à flèche nulle, sont adaptées aux vitesses subsoniques (< Mach 0,7)
- Les ailes en flèche ont moins de traînée au-delà de Mach 0,7-0,8 que les ailes droites.
- Les ailes en flèche inversée, rarement mises en œuvre et privilégiant la maniabilité par rapport à la stabilité, des exemples comme le Grumman X-29 et le Su-47 Berkut ont montré que ce type d’ailes demandaient une redondance informatique bien trop grande pour être réellement intéressante.
- Les ailes à géométrie variable sont capables de modifier la flèche en vol pour tirer profit des avantages offerts par les ailes droites et les ailes en delta. Proposées par des aérodynamiciens allemands pendant les années 1940, elles n'ont été utilisées qu'à partir des années 1970 sur des avions comme le F-14 Tomcat, le F-111, le Tornado, le Su-17/20/22 et le MIG-23. Une configuration expérimentale (non poursuivie) est celle de l’aile oblique (X-plane, à ne pas confondre avec le X-Wing), qui peut pivoter autour d'un point de fixation situé sur le fuselage et présenter ainsi une flèche positive d'un côté et négative de l'autre. Pour explorer ce concept, la NASA Ames a fait voler un prototype AD-1 construit par Burt Rutan entre 1979 et 1982.

### Forme en plan
- Ailes elliptiques. Les ailes présentant une distribution de portance elliptique ont théoriquement une traînée induite minimale aux vitesses subsoniques (Supermarine Spitfire). En pratique, l'avantage sur une aile trapézoïdale n'est pas significatif.
- Les ailes delta (Mirage III, Concorde) ont des performances optimales aux vitesses supersoniques (finesse environ 7) mais sont moins efficaces aux vitesses subsoniques (finesse du Concorde en subsonique 11,5 au lieu de 18 à 20 pour un Airbus)
- Les ailes Rogallo sont deux demi-cônes creux de tissus, une des ailes les plus simples à construire,
- Les ailes en anneau ont des surfaces portantes jointes et une meilleure finesse aérodynamique (en théorie, toujours) que les ailes planes pour le même rapport d'exposition (?). En pratique les plans porteurs se rejoignant à leur extrémité sont peu décalés en longitudinal, ce qui amène des difficultés de stabilisation en tangage réduisant l'intérêt de la formule.